# جان تیلور گاتو
جان تیلور گاتو(متولد ۱۵ دسامبر ۱۹۳۵–۲۵ اکتبر ۲۰۱۸) نویسنده و معلم مدرسه آمریکایی بود. پس از حدود ۳۰ سال تدریس، او چندین کتاب در مورد آموزش مدرن نوشت و از ایدئولوژی، تاریخ و پیامدهای آن انتقاد کرد. گاتو در مورد کاری که مدرسه با بچه‌ها در انجام می‌دهد، در کتاب Dumbing Us Down با ترجمه فارسی خنگمان می‌کنند موارد زیر را بیان می‌کند:
- دانش آموزان را سردرگم می‌کند. مجموعه ای نامنسجم از اطلاعاتی را ارائه می‌دهد که کودک برای ماندن در مدرسه باید به خاطر بسپارد. جدای از آزمایش و آزمایش، این برنامه شبیه تلویزیون است. تقریباً تمام وقت «آزاد» کودکان را پر می‌کند. آدم چیزی را می‌بیند و می‌شنود، اما دوباره آن را فراموش می‌کند.
- به آنها می‌آموزد که وابستگی کلاسی خود را بپذیرند.
- آنها را بی‌تفاوت می‌کند.
- آنها را از نظر عاطفی وابسته می‌کند.
- آنها را از نظر فکری وابسته می‌کند.
- نوعی اعتماد به نفس را به آنها می‌آموزد که مستلزم تأیید مداوم توسط متخصصان است (عزت نفس موقت).
- برای آنها روشن می‌شود که نمی‌توانند پنهان شوند، زیرا همیشه تحت نظارت هستند.